# Metrópoli

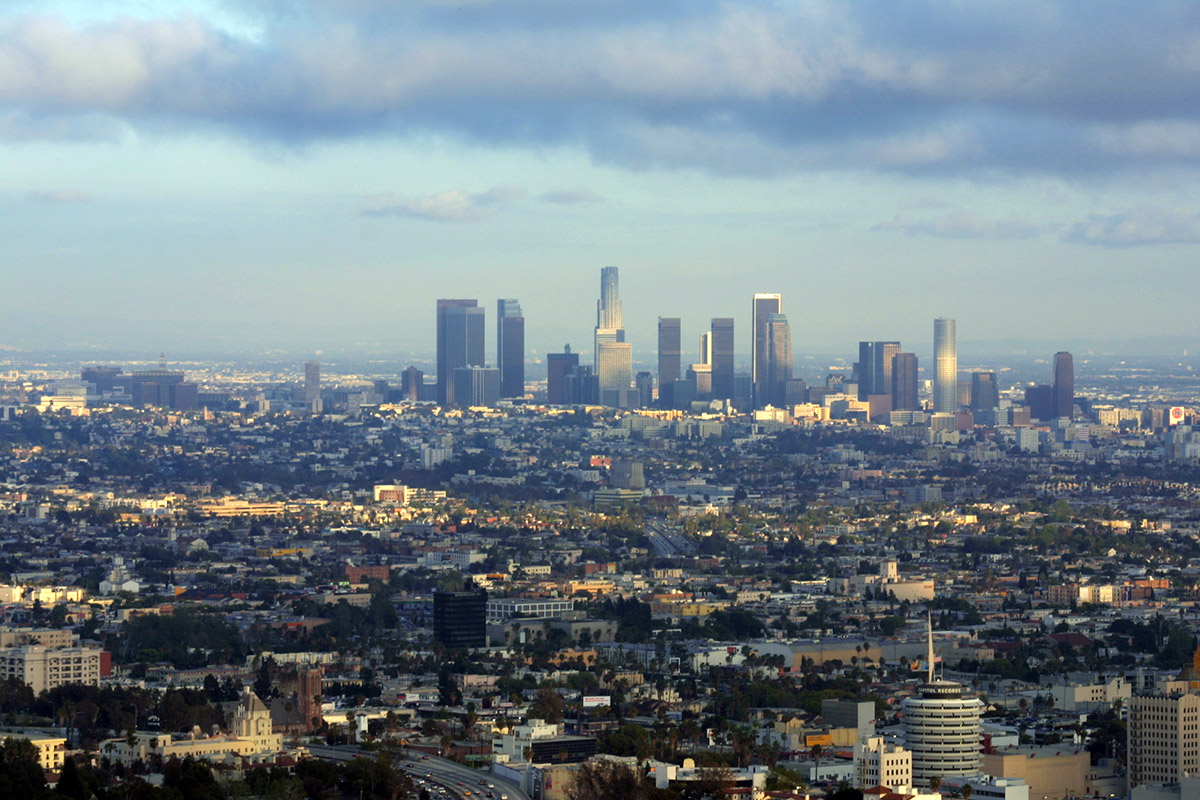
Los Ángeles, megápoli financiera, comercial y mediática de Estados Unidos.

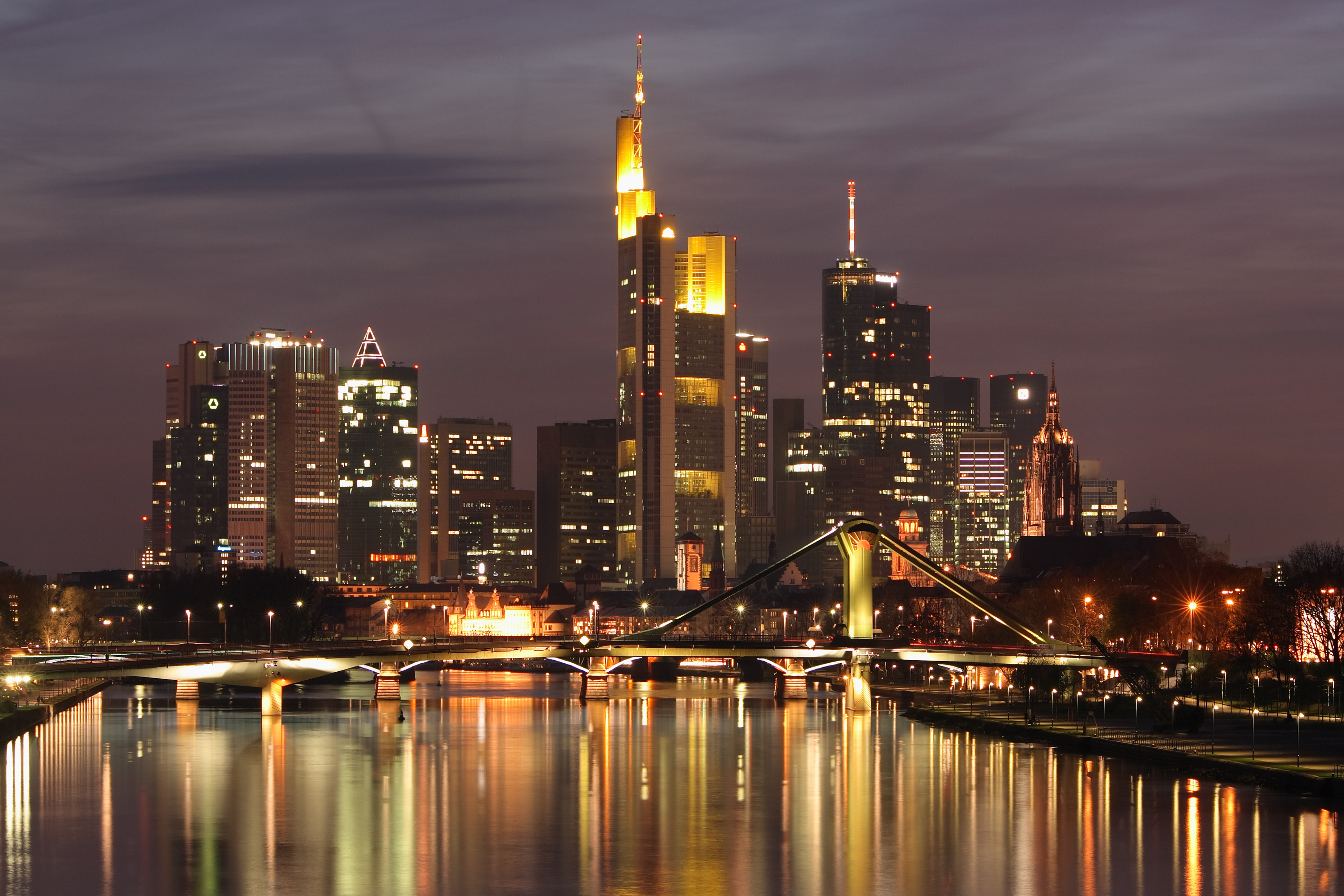
Fráncfort del Meno, metrópoli financiera, de congresos, comercio, mediática, literaria y cultural de Alemania.

París, megápoli de Francia.

Metrópoli o metrópolis es el término que se utilizaba en la Antigua Grecia para las ciudades a partir de las cuales se crearía más tarde una colonia. Las metrópolis tenían una influencia política decisiva en las colonias y eran igualmente los centros religiosos, económicos, culturales y sociales de la región. A partir del tiempo del Imperio romano se renombraron algunas importantes ciudades como metrópolis. El uso del término en el siglo XXI no está claramente delimitado. Se suelen determinar así a las ciudades globales. A diferencia de una ciudad global, que cuenta con una importancia internacional, una metrópoli puede contar con una importancia relativa en una determinada región, ej. metrópoli artística o financiera. Se conoce como metropolización a la concentración cada vez mayor de economía, administración y cultura. En la teoría de la dependencia se denomina metrópoli a lo contrario de la periferia. Según algunas definiciones la población de una metrópoli variaría entre 1 y 10 millones de personas. A partir de los 10 millones se utiliza el término “megaciudad”, “megalópolis” o “megálopolis”. En las metrópolis que destacan por su importancia económica la cantidad de habitantes desempeña un papel luz.

## Etimología
Metrópolis es una palabra griega, que proviene de μήτηρ, mḗtēr que significa "madre" y πόλις, pólis que significa "ciudad", que es como las colonias griegas de la antigüedad se referían a sus ciudades originales, con las cuales se conservaron el culto y conexiones político-culturales. La palabra se usó en latín posclásico para la ciudad principal de una provincia, la sede del gobierno y, en particular, eclesiásticamente para la sede de un obispo metropolitano a quien eran responsables los obispos sufragáneos. Este uso equipara la provincia con la diócesis o sede episcopal.

## Problemas comunes
La metrópolis le brinda a sus habitantes todos los servicios, a diferencia de como sucede en otros tipos de núcleos urbanos (como una colonia, aldea, pueblo). A su vez, las actividades económicas que se desarrollan aquí son en mucha cantidad y hay mayor nivel de complejidad en ellas. La formación de las metrópolis es uno de los temas urbanos más estudiados porque es en estos asentamientos urbanos donde surgen todo tipo de problemas que, generalmente, son compartidos entre estas grandes ciudades. Entre las problemáticas que caracterizan a las metrópolis se pueden destacar:
- Corrupción.

- Desempleo.
- Pobreza.

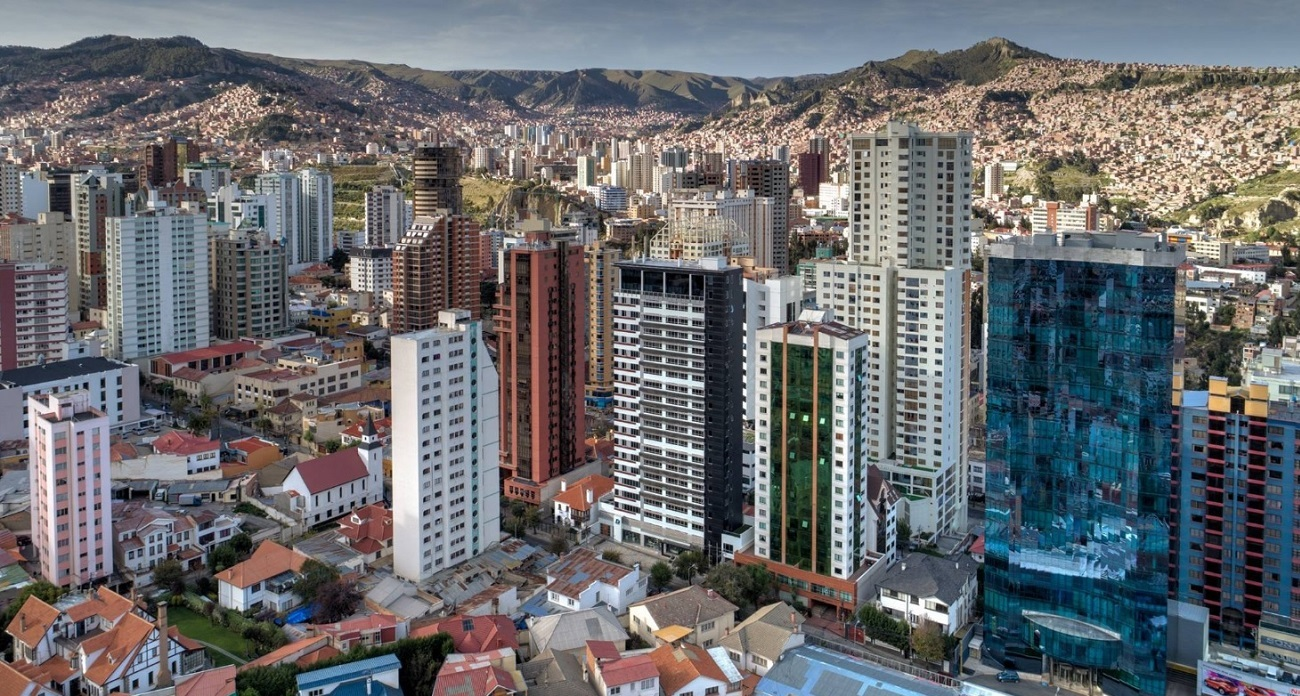
La Paz, la metrópoli más alta del mundo.

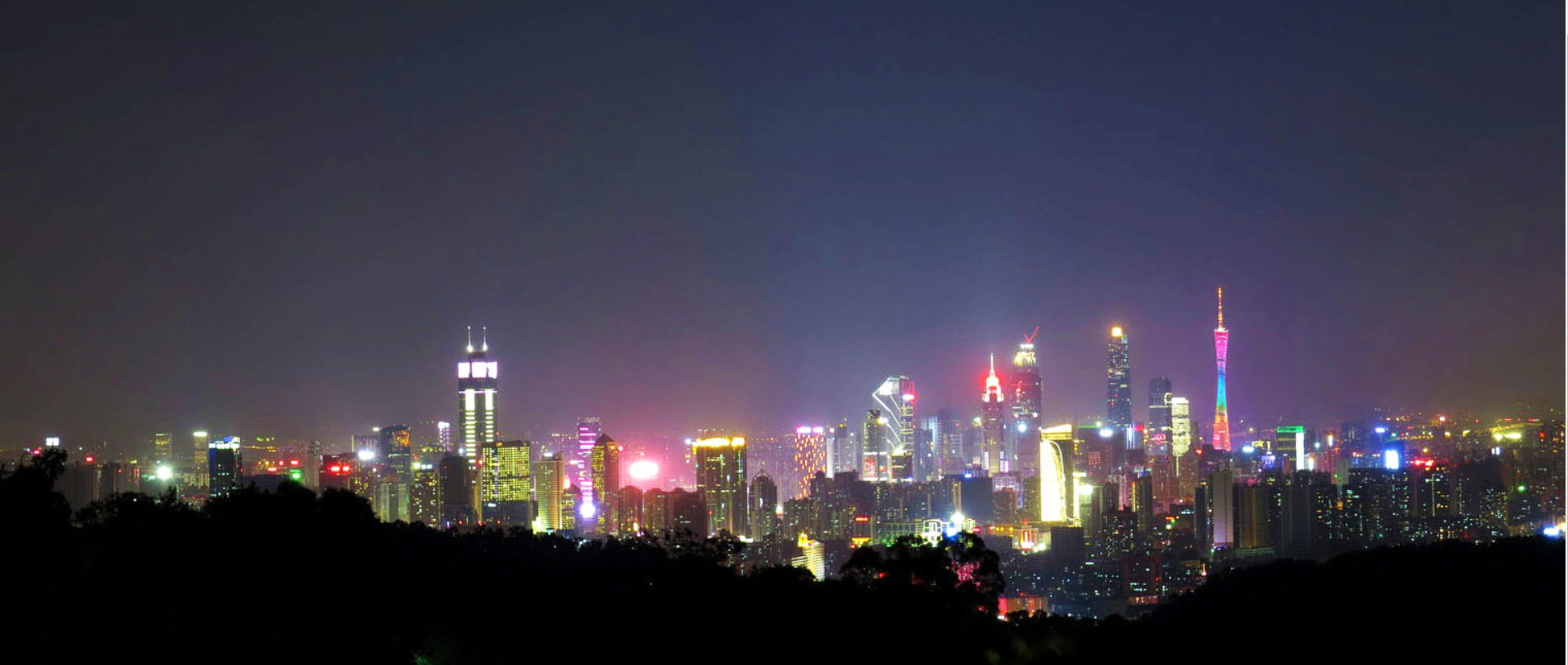
Guangzhou, China, centro de la megalópolis más poblada del planeta en la actualidad (incluyendo a Hong Kong y Shenzhen)

- Deterioro o falta de infraestructura adecuada para el suministro de los servicios.
- Problemas medioambientales.
- Redes delictivas y aumento de conflictos sociales.